# اس‌ام یوبی-۱۵۵
اس‌ام یوبی-۱۵۵ (به انگلیسی: SM UB-155) یک زیردریایی بود که طول آن ۵۵٫۵۲ متر (۱۸۲٫۲ فوت) بود. این زیردریایی در سال ۱۹۱۸ ساخته شد.